# Cabera ustulataria
Cabera ustulataria là một loài bướm đêm trong họ Geometridae.